# Tarentola angustimentalis
El perenquén majorero (Tarentola angustimentalis) es una especie de lagarto de la familia Gekkonidae. Es una especie de las islas Canarias orientales: se encuentra en Lanzarote, Fuerteventura, Lobos, Graciosa, Montaña Clara, Alegranza, Roque del Este y Roque del Oeste. Durante un tiempo se la denominó Tarentola mauritanica angustimentalis, como subespecie de Tarentola mauritanica, pero actualmente se la considera una especie diferente. A fin de cuentas es una salamanquesa. 

## Descripción
Su cuerpo es robusto y aplastado. Como la mayoría de los perenquenes su piel está recubierta de abultamientos, excepto en el centro del dorso que presenta una quilla. Su color es gris claro con una línea clara longitudinal y con cinco bandas oscuras transversales. El iris de sus ojos es dorado o pardo. Los machos miden una media de 76,5 mm y las hembras de 64 mm.
Normalmente habita bajo piedras o en lugares rocosos. Está asociado a las zonas de matorral ralo, arenosas o incluso a construcciones humanas. En general es una especie abundante, salvo en zonas concretas de su zona de distribución.
Se alimenta de insectos, principalmente artrópodos. En ocasiones también devora la muda de su piel.
Sobre su reproducción existen datos escasos, aunque no parece distinta de la de otros perenquenes endémicos de Canarias. La puesta consta de 1-2 huevos, que son enterrados en el suelo. Realiza varias puestas durante un período de 6-7 meses (primavera-verano), hasta un máximo de 13 puestas en cautividad. La temperatura de incubación también determina el sexo del embrión. Asimismo, también en cautividad, alcanza unos 17 años de vida.
Forma parte de la dieta de lechuzas y cuervos. El alcaraván es otro depredador de la especie, que también es afectada por algunos parásitos, cestodos y nematodos.
Generalmente se muestran activos de noche, aunque también se los puede encontrar tomando el sol durante el día.